# 吴昊 (西夏)
吴昊（?—?），西夏初期官员。
吴昊本来是北宋关中人，原姓胡，真名不详。自诩为有纵横之才。他和張元想要去见韩琦、范仲淹，于是在石头上刻诗，让壮士拉倒在街上，韩琦、范仲淹得知召见二人，踌躇没有任用他们。二人于是逃至西夏，范仲淹听说，派人去追，没有追上。二人来到西夏，此时他改名为吴昊。二人在酒馆里墙壁上题下：“张元吴昊来饮此楼”。巡逻者将他们拿下去见夏主元昊。元昊问他们为何触犯自己的名讳。二人大声说：“姓尚未理会，乃理会名耶？”元昊本姓拓跋，其祖先先后受唐朝皇帝赐姓李、宋朝皇帝赐姓赵。元昊听后释放了他们，并且委以重任。二人作为谋主，帮助元昊称霸，与宋朝争衡。